# Palisade (Colorado)
Palisade é uma cidade  localizada no estado americano de Colorado, no Condado de Mesa.

## Demografia
Segundo o censo americano de 2000, a sua população era de 2579 habitantes.
Em 2006, foi estimada uma população de 2734, um aumento de 155 (6.0%).

## Geografia
De acordo com o United States Census Bureau tem uma área de
2,8 km², dos quais 2,8 km² cobertos por terra e 0,0 km² cobertos por água. Palisade localiza-se a aproximadamente 1441 m acima do nível do mar.

## Localidades na vizinhança
O diagrama seguinte representa as localidades num raio de 32 km ao redor de Palisade.